# Khadija Ryadi
Pour les articles homonymes, voir Khadija.
Khadija Ryadi (berbère : ⵅⴰⴷⵉⵊⴰ ⵕⵕⵢⴰⴹⵉ, arabe : خديجة الرياضي), née le 27 décembre 1960 à Taroudant, est une militante marocaine des droits de l'homme, berbère chleuh du Souss , ancienne présidente de l'Association marocaine des droits humains (AMDH). En succédant à Abdelhamid Amin en mai 2007, elle fut la première femme à occuper ce poste dans la plus ancienne association des droits de l'homme dans le royaume à laquelle elle fut élue unanimement. En 2013, elle remporte le Prix des droits de l'homme des Nations unies a l'instar de Nelson Mandela et Martin Luther King.

## Biographie
Elle a été membre du Annahj Addimocrati. Diplômée de l'Institut national de statistique et d'économie appliquée (INSEA), elle a travaillé au ministère marocain des Finances comme ingénieur statisticien. Elle milite depuis 1983 pour les droits de l'homme et elle a présidé l'AMDH de 2007 à 2013. Elle est engagée en faveur du mouvement du 20-Février qui revendique des réformes.